# Хейрус
Хейрус (укр. Хейрус, крымскотат. Heyrus от ивр. חירות‎ — «свобода») — исчезнувшее село в Советском районе Республики Крым, располагавшееся на севере района, в степной части Крыма. Включено в состав Дмитровки, северная часть современного села.

## История
Хейрус (на иврите — Свобода) был основан, по инициативе КОМЗЕТа, во время первой волны создания еврейских поселений в Крыму — весной 1925 года. Согласно Списку населённых пунктов Крымской АССР по Всесоюзной переписи 17 декабря 1926 г., хутор Хейрус входил в состав Белокошского сельсовета Феодосийского района. 15 сентября 1931 года Феодосийский район был упразднён и село включили в состав Сейтлерского, а с образованием в 1935 году Ичкинского — в состав нового района. Вскоре после начала Великой Отечественной войны часть еврейского населения Крыма была эвакуирована, из оставшихся под оккупацией большинство расстреляны.
Указом Президиума Верховного Совета РСФСР от 18 мая 1948 года, Хейрус присоединили к Дмитровке.